# Rolls-Royce Dart

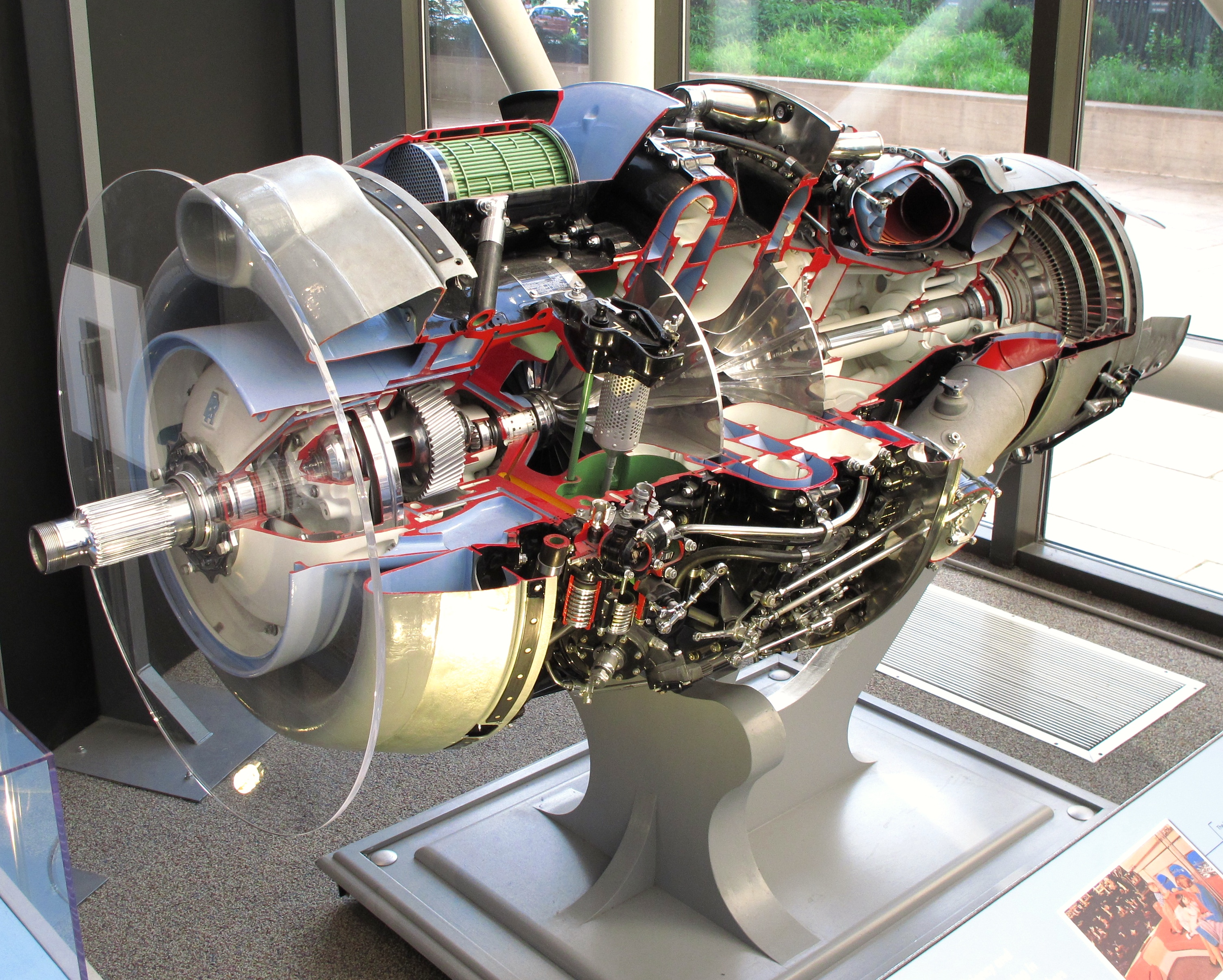
Schnittmodell

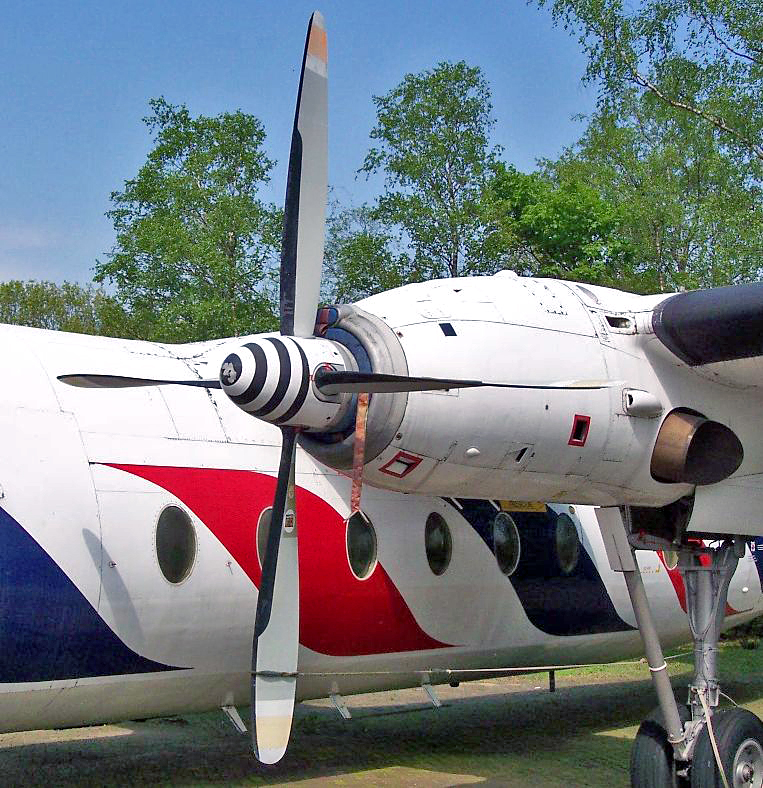
Rolls-Royce Dart an einer Fokker F-27

Das Rolls-Royce Dart (auch Rolls-Royce RB.53) ist ein Propellerturbinenluftstrahltriebwerk (PTL) des britischen Herstellers Rolls-Royce.
Die Entwicklung begann 1946 auf Grundlage der Erfahrungen mit dem PTL-Triebwerk Rolls-Royce Trent RB.50 aus dem Jahr 1945. Der erste Prototyp der Turbine wurde in einer Avro Lancaster 1947 ersten Flugversuchen unterzogen. Die Produktion begann 1952 und endete 1986. Insgesamt wurden über 7000 Einheiten produziert. Die Leistung betrug zunächst etwa 1120 kW, konnte aber im Laufe der Entwicklung deutlich gesteigert werden.

## Anwendungen
Das Rolls-Royce Dart wurde insbesondere durch die Vickers Viscount bekannt, die erste im Westen erfolgreiche Turboprop-Maschine. Darüber hinaus wurden zahlreiche weitere Flugzeugtypen mit dem Dart ausgerüstet:
- Armstrong Whitworth Argosy
- Breguet Alizé (Dart RDa 21 von 1950 PS mit Wasser-Methanol-Einspritzung)
- Convair CV-600
- Convair CV-640
- Fairchild F-27
- Fairchild-Hiller FH-227
- Fokker F-27
- Grumman Gulfstream I
- Handley Page Herald
- HS 748
- HS 780 Andover
- NAMC YS-11

## Technische Daten
- Konstruktionsweise: Einwellen-Triebwerk
- Kompressor: zweistufig radial
- Turbine: mehrstufig axial
- Brennkammern: sieben Rohrbrennkammern